# وزارت دادگستری (لیتوانی)
وزارت دادگستری جمهوری لیتوانی (به لیتوانیایی: Lietuvos Respublikos teisingumo ministerija) در سال ۱۹۱۸ میلادی تاسیس شد. این وزارتخانه شامل بخش‌هایی مانند قانون اروپا، امور زندان‌ها، خدمات حقوقی با ضمانت دولت در چندین شهر بزرگ لیتوانی، دفتر ثبت اختراع، بخش حمایت از مصرف‌کننده، موسسه حقوق، بازرس اندازه گیری، موسسات دولتی و مراکز علوم قانونی و پزشکی قانونی می‌باشد.

## فهرست وزیرها[۲]
|    | نام                       | دوره                          |
| ۱  | پراناس کریس               | ۱۵ مارس ۱۹۹۱ – ۱ ژانویه ۱۹۹۱  |
| ۲  | وایتاتس پاکالنیکیس        | ۱ ژانویه ۱۹۹۱ – ۲۱ ژوئیه ۱۹۹۲ |
| ۳  | زنوناس جوکنیویوس          | ۱۹۹۲٫۰۷٫۲۱ – ۱۹۹۲٫۱۲٫۰۲       |
| ۴  | جوناس پارپیستیس           | ۱۹۹۲٫۱۲٫۰۲ – ۲۷ آوریل ۱۹۹۶    |
| ۵  | آلبرتاس ولی               | ۱۹۹۶٫۰۴٫۲۳ – ۱۲دسامبر ۱۹۹۶    |
| ۶  | وایتاتس پاکالنیکیس        | ۱۹۹۶٫۱۲٫۰۴ – ۱۹۹۹٫۰۶٫۰۱       |
| ۷  | گونتارس بالچوناس          | ۱۹۹۹٫۰۶٫۰۱ – ۲۰۰۰٫۱۰٫۲۷       |
| ۸  | گونتاتس بارکس             | ۲۰۰۰٫۱۰٫۲۷ – ۱۲ آوریل ۲۰۰۱    |
| ۹  | وایتاتس ماروشز            | ۷ آوریل ۲۰۰۱ – ۱۱نوامبر ۲۰۰۴  |
| ۱۰ | گونتارس بالچوناس          | ۲۹٫۱۱٫۲۰۰۴ – ۰۶٫۰۷٫۲۰۰۶       |
| ۱۱ | پتراس باگوشکا             | ۲۰۰۶٫۰۷٫۰۶ – ۲۸٫۱۱٫۲۰۰۸       |
| ۱۲ | ریماگوجس سیماسیوس         | ۲۸٫۱۱٫۲۰۰۸ – ۱۲٫۱۲٫۲۰۱۲       |
| ۱۳ | [یووزاس برناتونیس         | ۱۳٫۱۲٫۲۰۱۲ – ۱۲٫۲۰۱۶          |
| ۱۴ | میلدا وینیوتی [نخستین زن] | ۱۲٫۲۰۱۶ – ۲۰۱۸٫۰۳             |
| ۱۵ | الوینس جانکوویشس          | ۰۵٫۲۰۱۸ – تاکنون              |